# Luo Yutong
Luo Yutong (chinesisch 羅玉通, Pinyin Luó Yùtōng; * 6. Oktober 1985 in Huizhou) ist ein chinesischer Wasserspringer. Er startet im Kunstspringen vom 1-m- und 3-m-Brett und im 3-m-Synchronspringen. Trainiert wird er von Liu Henglin.
Luo Yutong kam bereits im Alter von acht Jahren auf eine staatliche Sportförderschule, wo er das Wasserspringen professionell erlernte. Nach frühen Erfolgen beim Weltcup und bei nationalen Meisterschaften gelang ihm im Jahr 2007 der internationale Durchbruch. Bei der Weltmeisterschaft 2007 in Melbourne gewann er Gold vom 1-m-Brett. Er konnte sich in der Folge innerhalb der chinesischen Mannschaft nicht für die Olympischen Spiele 2008 und die Weltmeisterschaft 2009 qualifizieren, gewann jedoch bei den Asienspielen 2010 in Guangzhou Silber im Kunstspringen vom 3-m-Brett und mit Qin Kai Gold im 3-m-Synchronspringen. Das Duo gewann auch bei der Heimweltmeisterschaft 2011 in Shanghai die Goldmedaille. Bei den Olympischen Sommerspielen 2012 in London trat er mit Qin ebenfalls im Synchronspringen vom 3-Meter-Brett an. Mit 477,00 Punkten gewannen sie mit großem Vorsprung die Goldmedaille.